# Concord Township (comté de Louisa, Iowa)
Pour les articles homonymes, voir Concord Township.
Concord Township est un township du comté de Louisa en Iowa, aux États-Unis,.
Il est fondé en 1853 et résulte de la division de Fredonia Township.

## Source de la traduction
- (en) Cet article est partiellement ou en totalité issu de l’article de Wikipédia en anglais intitulé « Concord Township, Louisa County, Iowa » (voir la liste des auteurs).